# اثیخا
اثیخا (به اسپانیایی: Écija) یک دهستان و شهر در اسپانیا است که در سبیا واقع شده‌است. اثیخا ۹۷۸٫۷۳ کیلومتر مربع مساحت و ۴۰٬۸۶۳ نفر جمعیت دارد.

## خواهرخوانده
شهرهای اراشویز و سپویون سو بوآ خواهرخوانده‌های اثیخا هستند.